# Hjerneskade
 Denne artikel bør gennemlæses af en person med fagkendskab for at sikre den faglige korrekthed.

En hjerneskade er en skade opstået i hjernen,med vedvarende funktionsnedsættelse til følge. De hyppigste årsager til hjerneskader er hjerneblødninger, blodpropper i hjernen, trafik- eller drukneulykker, svulster eller hjertestop med efterfølgende iltmangel til hjernen; men kan også skyldes en hjernebetændelse på grund af herpes eller anden virus.
I Danmark lever ca. 60.000 mennesker med følgerne af en hjerneskade.[kilde mangler] Hvert år rammes omkring 10-12.000 personer af hjerneskader.[kilde mangler]
Hjernen er det organ, der overordnet styrer alle kroppens funktioner, og derfor kan følgerne af en hjerneskade være meget forskellige. For nogle er skaden ganske let, og efter en tid kan de fungere som før. Andre må leve med vedvarende og alvorlige følger. Følgevirkningerne af en hjerneskade kan være lammelser, stærke hovedpineanfald, reduceret hukommelse, koncentrationsbesvær, kommunikative vanskeligheder eller besvær ved at træffe beslutninger, tage initiativ, få nye idéer, lære nyt, strukturere og overskue handlinger. Følgevirkningerne kan påvirke den skadedes personlige fremtræden, kompetencer, arbejdsevne og rolle i familien.